# Річард Даннатт
Генерал Френсіс Річард Даннатт, барон Даннатт (англ. Francis Richard Dannatt, Baron Dannatt; народився 23 грудня 1950 року) — відставний британський офіцер і діючий констебль лондонського Тауера. 1971 року Даннатта призвали у піхотний полк Green Howards і відправили у Белфаст командиром взводу. Під час повторної служби в Північній Ірландії Даннатт був нагороджений Воєнним хрестом. Після обширного інсульту в 1977 році хотів піти з армії, але його командир умовив його залишитися. Після штабного коледжу Даннатт став командиром роти, а у 1989 році прийняв командування полком Green Howards. Він пройшов, а пізніше сам викладав курс для вищого командування та штабу, після чого був підвищений до бригадира. У 1994 році Даннатт отримав у командування 4-ту бронетанкову бригаду, а ще через рік приступив до командування британським компонентом Сил втілення (ІФОР).
1999 року Даннатт прийняв командування 3-ю механізованою дивізією, одночасно командуючи британськими військами в Косово. Відслуживши коротке відрядження у Боснії, був призначений помічником начальника Генерального штабу (ACGS). Після терактів 11 вересня 2001 року Даннатт брав участь у плануванні подальших операцій на Близькому Сході. Як командувач Об'єднаного корпусу швидкого реагування (ARRC), з 2003 року керував плануванням розгортання ARRC в Іраку і Афганістані. Сили ARRC служили в Афганістані у 2005 році, але на цей час Даннатт уже був головнокомандувачем британських сухопутних сил. Відповідав за контроверсійну реорганізацію піхоти, що в підсумку призвела до об'єднання його полку Green Howards з полком Yorkshire Regiment.
У серпні 2006 року Даннатта призначили начальником Генерального штабу (CGS), змінивши на цій посаді генерала сера Майка Джексона. Даннатт стикався з критикою за свою прямоту, зокрема за заклики підвищити заробітну плату та поліпшити умови солдатам і скоротити операції в Іраку задля підсилення контингенту в Афганістані. Він також намагався підвищити свій авторитет у суспільстві, побоюючись, що був недостатньо відомий для того, щоб захищати репутацію армії від звинувачень у жорстокому поводженні з ув'язненими в Іраку. Пізніше Даннатт допоміг створенню благодійної організації Help for Heroes для фінансування басейну в реабілітаційному центрі Хедлі-корт та досяг угоди з британською пресою, що дозволила принцу Гаррі пройти службу в Афганістані. Даннатт передав посаду CGS серу Девіду Річардсу та вийшов у відставку в 2009 році, посівши почесну посаду констебля лондонського Тауера.
У період з листопада 2009 року до британських парламентських виборів у травні 2010 року Даннатт був радником Девіда Кемерона з питань оборони. Залишив цю посаду, коли Консервативна партія, очолювана Кемероном, перемогла на виборах, заявивши, що, як прем'єр-міністр, Кемерон повинен покладатися на поради чинних керівників збройних сил. Даннатт опублікував автобіографію у 2010 році і продовжує брати участь у роботі низки благодійних організацій та організацій, пов'язаних зі збройними силами. Одружений, має чотирьох дітей, один з яких служив офіцером у полку Grenadier Guards.

## Дитинство та юність
Даннатт, син Ентоні і Мері (уродженої Чілверс), народився у Брумфілді — нині передмістя Челмсфорда — у графстві Ессекс. Його батько і дід були архітекторами та мали практику в Челмсфорді, а мати була викладачем на неповну ставку у Лондонському біблійному коледжі. У Даннатта була старша сестра, яка померла від раку молочної залози у 1988 році. Даннатт перебував під сильним впливом прадіда за батьком — фермера і побожного християнина з вікторіанської епохи, який розробив прототип дренажної системи.
Даннатта і його сестру відправили до різних шкіл-інтернатів. Він навчався у молодшій школі Фелстед та під час навчання там вирішив стати професійним гравцем у крикет. Для отримання середньої освіти його відправили до коледжу святого Лаврентія у Рамсгейті (графство Кент), де він вступив у Об'єднаний кадетський корпус (CCF) і поступово виріс до старшого унтер-офіцера. У школі в нього виникла нелюбов до свого першого імені (Френсіс) після того, як його вважали дівочим і його запросили на день народження, де він виявився єдиним хлопчиком. З п'ятнадцяти років почав використовувати своє друге ім'я (Річард). На той час Даннатт прагнув стати адвокатом та поступити на право у коледж Еммануел в Кембриджі, але не пройшов співбесіду та вирішив стати військовим.

## Початок військової кар'єри
Спочатку  хотів служити у танковому полку, але під час співбесіди офіцер з полку Green Howards переконав його на користь піхоти і організував для нього відвідування казарми біля Колчестера. Там він познайомився з майором Пітером Індже (майбутнім начальником Генерального штабу) та остаточно вирішив служити у Green Howards. Вступив до Королівської військової академії в Сандгерсті у вересні 1969 року, а 30 липня 1971 року почав службу в Green Howards молодшим лейтенантом. Після короткої відпустки його відправили до Белфаста (Північна Ірландія) командиром взводу. Повернувшись, Даннатт пройшов курс для командирів взводу, після чого вирушив до Західної Німеччини, де перебував полк Green Howards. Наприкінці 1972 року повернувся у Белфаст разом зі своїм взводом. За проявлену хоробрість під час операції у Східному Белфасті, коли взвод Даннатта був обстріляний, його нагородили Воєнним хрестом. 30 січня 1973 року він отримав перше підвищення — звання лейтенанта. Після завершення служби в Північній Ірландії Даннатт подав заявку на отримання ступеня у цивільному університеті за кошт армії — в Хетфілд-коледжі Даремського університету. Він був прийнятий і у тому ж 1973 році почав вивчення економічної історії. На першому курсі Даннатт побував на дебатах у Триніті-коледжі в Дубліні — рідкісна можливість для британського офіцера на службі в розпал конфлікту в Північній Ірландії.
За умовами навчальної програми Даннатт мав повертатися до свого полку під час літніх канікул. Обидва літа полк служив у Північній Ірландії — в Армі у 1974 році та у Південній Армі у 1975 році. Саме у 1975 році Даннатт брав участь в операції зі знищення саморобного вибухового пристрою. Пристрій виявився міною-пасткою і спроба знищити його призвела до вибуху. Даннатт не постраждав, але четверо солдатів, у тому числі його командир роти майор Пітер Вілліс, були вбиті. Незабаром після цього Даннатт заарештував людину в зв'язку з інцидентом, а пізніше дав свідчення проти неї у суді. 1976 року закінчив університет та повернувся до свого полку, який вже перебував у Берліні. У липні 1977 року він був призначений ад'ютантом батальйону і підвищений до капітана. 11 листопада 1977-го Даннатт у 26 років переніс обширний інсульт і провів більшу частину наступних двох років у реабілітації, але отримав дозвіл повернутися в стрій вже у 1978 році. У супроводі дружини вирушив у відрядження до Північної Ірландії, де у них через два тижні народився їх перший син.
Даннатт передчасно повернувся з Північної Ірландії і був відправлений у Королівську військову академію Сандгерст у Сурреї, після чого потрапив під командування майора Руперта Сміта, очікуючи, що через інсульт це буде його останнє призначення. Він надсилав резюме на різні посади поза армією, але після заохочення з боку Сміта здав вступні іспити у Штабний коледж Кемберлі, також у графстві Суррей. Перед вступом до Кемберлі наприкінці 1980 року, Даннатт був відправлений у гарнізон Каттерік у Північному Йоркширі командиром роти. На початку 1981 року його рота прийняла на себе управління тюрмою Франкленд під час місячного страйку тюремних наглядачів. Незабаром після закінчення страйку Даннатт вирушив на Кіпр разом з миротворчими силами Організації Об'єднаних Націй, після чого повернувся у Суррей для проходження річного курсу для вищого командування у Кемберлі. Пройшовши курс, 30 вересня 1982 року отримав підвищення до майора і призначений начальником штабу 20-ї бронетанкової бригади, що базувалася у Західній Німеччині.
Після двох років на посаді начальника штабу Даннатт повернувся в полк Green Howards, який тоді теж базувався у Західній Німеччині, та вдруге очолив роту. У 1985 році він був на шість місяців відправлений до Північної Ірландії, що стало його п'ятим відрядженням туди. 1986 року Даннатта призначили військовим помічником державного міністра збройних сил — його перша посада у міністерстві оборони в Лондоні. Підвищений до звання підполковника 30 червня 1987 року, Даннатт провів три роки у міністерстві. Він описував свою роль як «подолання розриву» між військовими і політиками, більшість з яких не мають безпосереднього досвіду в збройних силах. Наприкінці свого перебування на посаді він був долучений до заключної стадії розробки британської військової доктрини фельдмаршала сера Найджела Багнолла, коли вона була представлена на затвердження міністерства. 1988 року полк Green Howards відзначив 300-річний ювілей, а наступного року Даннатт прийняв командування полком. Він відповідав за його перехід до аеромобільної ролі як частини 24-ї аеромобільної бригади. У 1991 році Даннатт відслужив шосте і останнє відрядження до Північної Ірландії, коли полк Green Howards протягом місяця був розгорнений у Південній Армі.
Повернувшись до Штабного коледжу у Кемберлі, Даннатт почав викладати курс для вищого командування та штабу, після чого 31 грудня 1991 року його підвищили до полковника (заднім числом від 30 червня 1991-го). Перед ним була поставлена задача вести курс у Кемберлі та оновити британську військову доктрину в світлі закінчення Холодної війни. Він також спроєктував план кампанії для командування сил UNPROFOR на Балканах. 31 грудня 1993 року був підвищений до бригадира (заднім числом від 30 червня 1993-го) і прийняв командування 4-ю бронетанковою бригадою, що базувалася в Німеччині. 1995 року разом зі штаб-квартирою його відправили до Боснії (решта бригади залишилась у Німеччині), де він взяв під командування окремі підрозділи, що вже були там розгорнені. Даннатт командував сектором Південь сил UNPROFOR, що складався з військ кількох країн, і також командував британськими військами (COMBRITFOR), несучи відповідальність за нагляд над діяльністю усіх британських військ у Боснії. Після підписання Дейтонських угод у листопаді 1995 року UNPROFOR був переформований на Сили втілення під керівництвом НАТО, а бригада Даннатта включена в багатонаціональну дивізію під командуванням Майка Джексона. За службу на Балканах Даннатт здобув ступінь командора ордена Британської імперії. Передавши 4-ту бронетанкову бригаду Девіду Річардсу, Даннатт у 1996 році вступив на посаду директора Штабу програми оборони у Міністерстві оборони, де відповідав за частину реалізації Огляду стратегічної оборони.

## У вищому командуванні
Після трьох років у міністерстві оборони, у січні 1999 року отримав чин генерал-майора і прийняв командування 3-ю механізованою дивізією. У тому ж році стала можливою перспектива втручання НАТО у війну в Косово і Даннатт зі своїми співробітниками почав планувати потенційне наземне вторгнення на територію. У такому випадку Слободан Милошевич погоджувався вивести сербсько-югославські сили з Косова, деталі чого були домовлені Майком Джексоном. Ураховуючи велику частку британських військ у багатонаціональних силах КФОР, було вирішено, що буде розгорнена штаб-квартира 3-ї дивізії, а Даннатт буде командувачем британськими військами (COMBRITFOR). Незабаром після прибуття Даннатта російська бронеколона рушила в Косово і взяла під свій контроль аеропорт Приштини. Верховний головнокомандувач ОЗС НАТО в Європі Веслі Кларк наказав командиру КФОР Джексону заблокувати злітно-посадочну смугу аеропорту для перешкоджання російським літакам вилітати на підкріплення. Джексон відмовився виконувати наказ, а Даннатту, як COMBRITFOR, було наказано накласти вето на використання британських військ (що відомо в НАТО як «червона картка», право на яку надається командиру кожного національного контингенту). За службу в Косово Даннатт отримав подяку королеви.

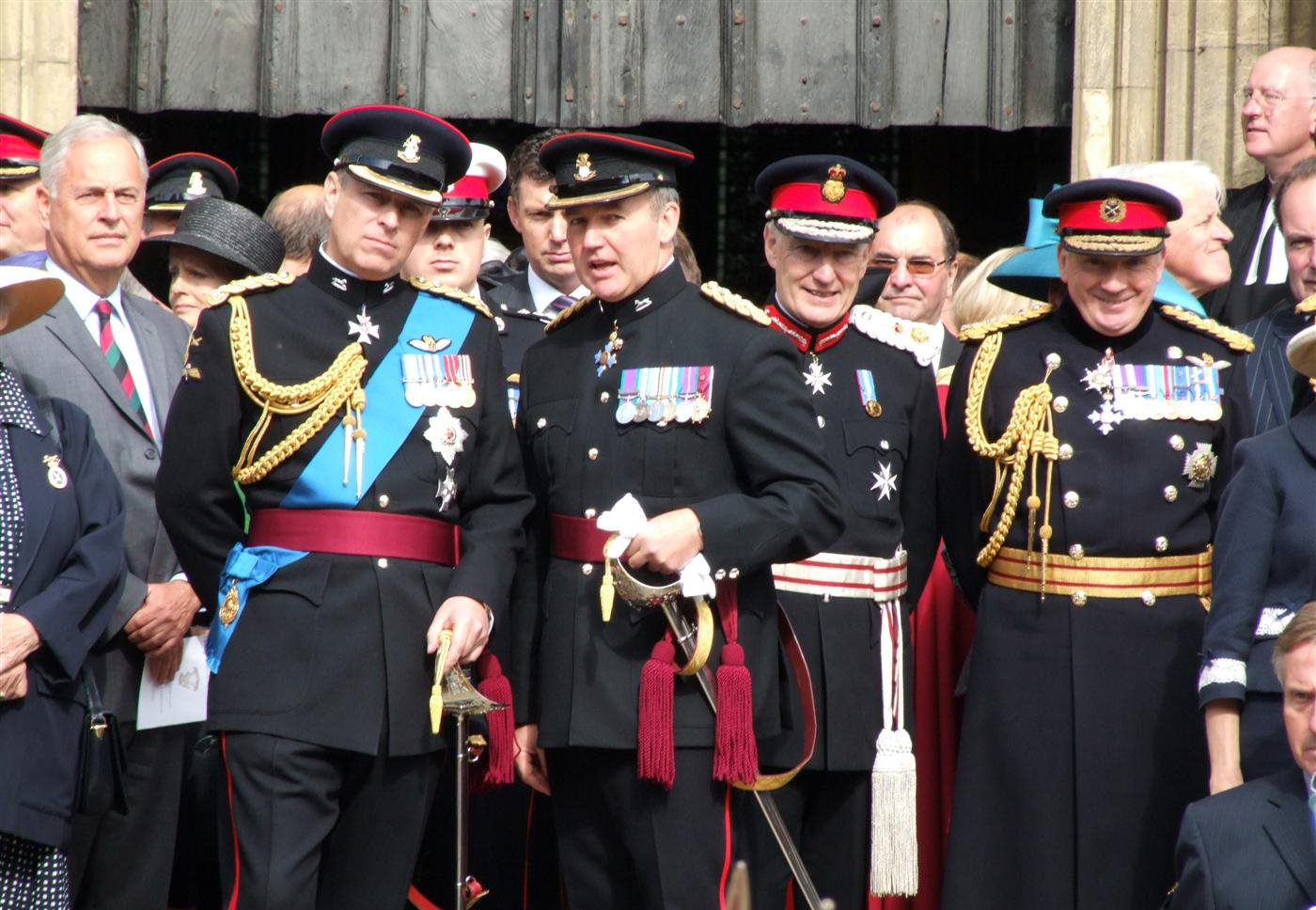
Даннатт (крайній праворуч) з Джеймсом Дагдейлом, 2-м бароном Краторном, лорд-лейтенантом Північного Йоркшира; генерал-майором Ніком Хоутоном; і принцом Ендрю, герцогом Йоркським (ліворуч).

Повернувшись у 3-тю дивізію, Даннатт працював над плануванням двох навчань у тренувальному центрі британської армії Саффілд у Канаді. Перші з них були на той час найбільшими навчаннями британської армії з кінця Холодної війни; другі відбулися вже після того, як Даннатт пішов з посади командира. Даннатт давав свідчення як свідок-експерт у суді над Радиславом Крстічем щодо бійні у Сребрениці, незабаром після чого був відправлений до Боснії, де служив заступником командира Сил стабілізації НАТО у 2000 році. Це відрядження мало тривати цілий рік, але було перервано, коли сер Майкл Вілкокс взяв достроковий вихід на пенсію. У результаті кадрових перестановок Даннатта у квітні 2001 року призначили помічником начальника Генерального штабу (ACGS). У вересні 2001-го, коли сталися теракти 11 вересня, він відвідував британські війська на Кіпрі. Як ACGS він опосередковано брав участь у плануванні подальших операцій армії в Афганістані і пізніше в Іраку, а також виконував обов'язки начальника Генерального штабу (яким тоді був Майкл Вокер), коли Вокер був недоступний. Даннатт передав посаду ACGS Девіду Річардсу, якому передавав командування 4-ю бронетанковою бригадою в 1996 році і якому ж згодом передав посаду начальника Генерального штабу.
16 січня 2003 року Даннатта призначили командиром Об'єднаного корпусу швидкого реагування (ARRC) і в той же день отримав чин генерал-лейтенанта. Під час свого перебування на посаді здебільшого займався плануванням можливого розгортання сил ARRC в Іраку і Афганістані. Зрештою ARRC був розгорнений в Афганістані, але вже після того, як Даннатт передав командування Девіду Річардсу. У червні 2004 року Даннатт став кавалером ордена Лазні та був посвячений у лицарі. 7 березня 2005 року він змінив сера Тімоті Гранвілла-Чапмена на посаді головнокомандувача сухопутними силами (CINCLAND) та отримав підвищення до генерала. Головним питанням під час його перебування на посту головнокомандувача була реорганізація піхоти, яка викликала багато суперечок, оскільки призвела до втрати багатьох історичних полкових назв, у тому числі полку Даннатта Green Howards, який став 2-м батальйоном полку Yorkshire Regiment.

### Начальник Генерального штабу

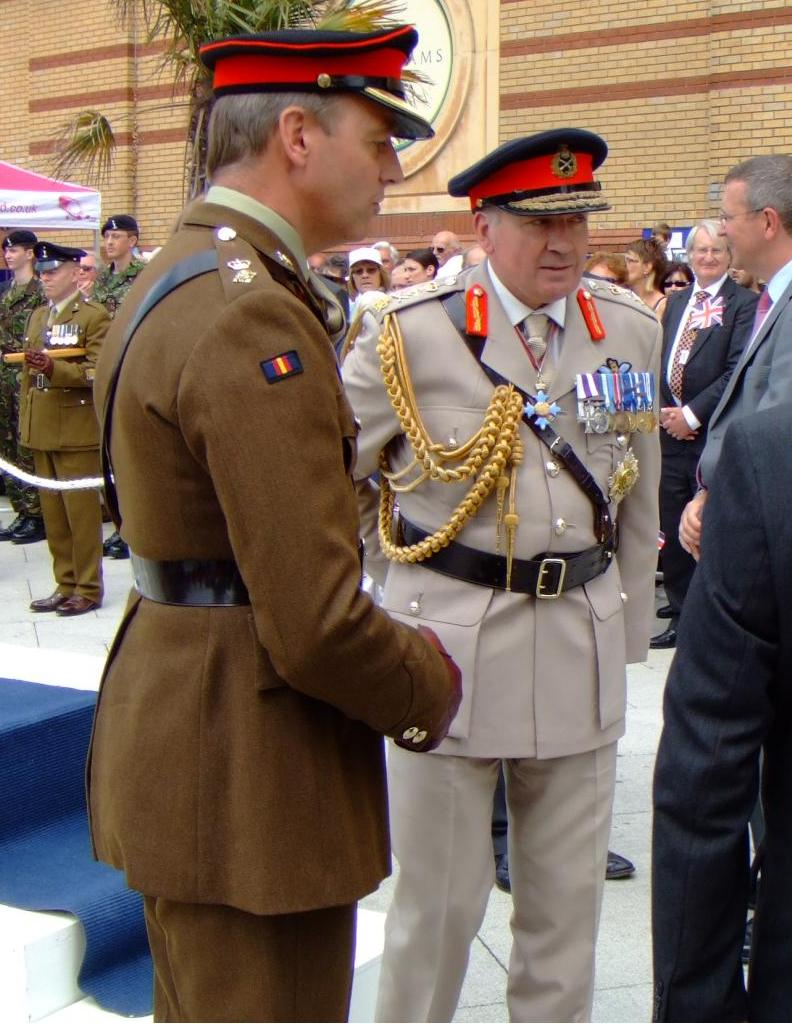
Даннатт (в уніформі цегляного кольору) на параді на честь Дня збройних сил у Саутенді (графство Ессекс)

Після виходу на пенсію сера Майка Джексона Даннатт 29 серпня 2006 року був призначений начальником Генерального штабу (CGS) — професійним керівником британської армії. Стурбований тим, що формування Федерації британських збройних сил означатиме втрату довіри серед солдат до генералів у питанні лобіювання їх інтересів, Джексон першою справою написав довгий лист держсекретарю оборони Десу Брауну. У листі він виклав думку, що армія була перевантажена операціями в Іраку і Афганістані, і що необхідна техніка, зокрема вертольоти, була або відсутня, або застаріла. Також висловив заклопотаність заробітною платою та іншими умовами військовослужбовців. У наступні вихідні вирушив до Афганістану з першим офіційним візитом як CGS.
Пізніше, перебуваючи на посаді CGS, Даннатт висловлював занепокоєння своїм недостатньо високим авторитетом для того, щоб бути почутим поза армією, особливо враховуючи суперечку, що відбувалася навколо судових процесів над солдатами, звинуваченими у смерті іракця Баха Муси. Зважаючи на це, у вересні 2006 року прийняв запрошення на неформальну зустріч офіцерів і журналістів у Клубі кавалерії і гвардії. Під час зборів клубу порушив питання про витрати на оборону в цілому і заробітну плату солдат зокрема. У результаті тиску ЗМІ і внутрішнього лобіювання через місяць було оголошено про виплату премій солдатам, які відслужили шестимісячні відрядження в Іраку і Афганістані. У жовтні 2006 року Даннатт з'явився в газетних заголовках після інтерв'ю з Сарі Сендс у Daily Mail, в якому висловив думку про необхідність скорочення військ в Іраку для того, щоб дозволити армії зосередитися на Афганістані. Він також заявив, що поранені солдати повинні проходити реабілітацію у військовому середовищі, а не у цивільних лікарнях. Декілька газет зобразили його коментарі як нападки на уряд і особисто на прем'єр-міністра Тоні Блера. Заяви Даннатта підтримали кілька журналістів і відставних офіцерів, інші ж вважали, що Даннатт вчинив некоректно і мав піти у відставку.
Для того, щоб показати, що армія розуміє питання, які торкаються солдатів, Даннатт провів конференцію постачальників соціальних послуг військовослужбовцям та разом з сером Фредді Віггерсом організував серію невеликих конференцій по усій Великій Британії для обговорення питань соціального забезпечення з командирами. У 2007 році Даннатт разом з дружиною Піппою відвідав реабілітаційний центр для поранених Хедлі-корт, командир якого розповів Даннаттам свою мрію про басейн, але визнав, що отримати на нього державне фінансування було мало шансів. Деякий час по тому Сара-Джейн Ширрефф (дружина сера Річарда Ширреффа) познайомила Даннаттів з Бріном і Еммою Перрі. Даннатти допомогли подружжю Перрі створити благодійну організацію Help for Heroes, конкретною метою якої було фінансування басейну в Хедлі-корт. Даннатт спочатку хвилювався, що сума 2 мільйони фунтів є недосяжною, але зрештою організація зібрала достатньо грошей, щоб побудувати і басейн, і тренажерний зал, які було відкрито в 2010 році. Разом з Піппою він пізніше допомагав Help For Heroes і SSAFA Forces Help у зусиллях з будівництва будинків для розміщення сімей поранених військовослужбовців у Хедлі-корт та Королівському центрі оборонної медицини в Бірмінгемі.
Ще одним його пріоритетом була зміна сприйняття британських операцій в Іраку і Афганістані. Він був стурбований, що ЗМІ та британська громадськість не знали про мету та інтенсивність операцій. Невдоволений усе більш негативним висвітленням, перервав відпочинок з родиною в Корнуоллі та вилетів до Афганістану, щоб змінити висвітлення через серію інтерв'ю. В ході візиту встиг зустрітися зі своїм сином, Берті, який служив у країні в складі полку Grenadier Guards. 2007 року Даннатт вирішив не пускати принца Гарі на службу в Іраці. Однак, після досягнення угоди з британською пресою Гарі отримав можливість пройти службу в Афганістані протягом трьох місяців наприкінці 2007 року і початку 2008 року, поки про це не повідомили ЗМІ і він отримав наказ повернутися додому. У 2008 році виступив зі зверненням до 4-ї спільної конференції з питань лесбійок, геїв, бісексуалів і транссексуалів, висловивши підтримку гомосексуалам, що служать в армії. Його перебування на посту CGS закінчилося в серпні 2008 року. Наприкінці 2008-го Даннатта підвищили до лицаря Великого хреста ордена Лазні.

## Вихід на пенсію

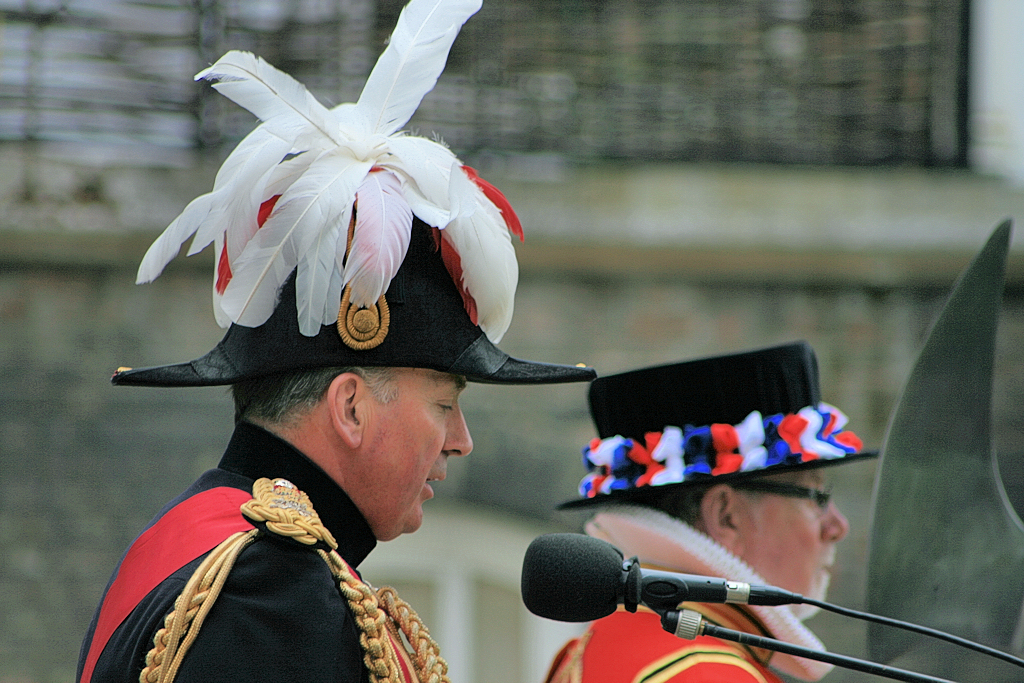
Даннатт у повній парадній уніформі констебля Тауера (2010)

У лютому 2009 року було оголошено, що після виходу на пенсію Даннатт стане 159-м констеблем лондонського Тауера. Термін попереднього констебля, генерала сера Роджера Уілера (також колишнього CGS), минув 31 липня і Даннатт став констеблем 1 серпня 2009 року. Констебль був найбільш високопоставленим чиновником у лондонському Тауері з 11 століття. Сьогодні його роль здебільшого церемоніальна і покладається на фельдмаршалів або відставних генералів, зазвичай на 5-річний термін.
Залишивши посаду CGS, Даннатт фактично пішов з армії, але формально залишався кадровим офіцером до листопада 2009 року. Незабаром після звільнення Даннатта лідер Консервативної партії Девід Камерон запропонував Даннатту стати радником з оборони тіньового кабінету. Був радником Камерона і його тіньового кабінету до парламентських виборів 2010 року, після яких заявив, що Камерон, як прем'єр-міністр, має покладатися на діючих начальників штабів. Камерон, ще перебуваючи в опозиції, номінував Даннатта на довічне перство від Консервативної партії, але він вирішив бути незалежним пером і став бароном Даннаттом у листопаді 2010 року.
Написав автобіографію Leading from the Front, опубліковану видавництвом Bantam Press у 2010 році. У книзі розкритикував уряд лейбористів, що керував Великою Британією з 1997 по 2010 рік, і зокрема Ґордона Брауна, звинувативши його в «згубній інтервенції» і відмові від фінансування оборонної політики Тоні Блера, коли Браун був канцлером скарбниці. Даннатт також розкритикував Тоні Блера за те, що той дозволив Брауну взяти верх над ним, а головного маршала авіації сера Джока Стіррапа схарактеризував як «блискучого в тому, що він робив, однак такому, від якого не можна очікувати розуміння вигляду, звуків і запахів бою». Газета «Дейлі Телеграф» назвала книгу «пекучим обвинувальним висновком того, як нові лейбористи і деякою мірою верховне командування збройних сил не змогли належним чином керувати збройними силами, фінансувати і обладнати їх для війн в Іраку та Афганістані».

## Особисте життя
Даннатт познайомився зі своєю дружиною Філіпою («Піппою»; уродженою Гурней) у 1973 році на першому курсі Даремського університету. Пара одружилася в березні 1977 року. У них народилося четверо дітей: три сини і дочка. Берті, їх старший син, у складі полку Grenadier Guards (полку батька Піппи) служив в Іраку і Афганістані, заробивши згадку в наказі і дослуживши до звання капітана, залишив армію в 2008 році.